# Civitavecchia Calcio 1986-1987
Questa voce raccoglie le informazioni riguardanti il Civitavecchia Calcio nelle competizioni ufficiali della stagione 1986-1987

## Rosa
| N. |                   | Ruolo | Calciatore        |
| -- | ----------------- | ----- | ----------------- |
|    | Italia (bandiera) | A     | Valerio Alesi     |
|    | Italia (bandiera) | A     | Alessandro Caponi |
|    | Italia (bandiera) | D     | Gianluca Cesaro   |
|    | Italia (bandiera) |       | Cristofori        |
|    | Italia (bandiera) | C     | Alfiero Di Mambro |
|    | Italia (bandiera) | C     | Andrea Di Rosa    |
|    | Italia (bandiera) | C     | Massimo Mariani   |
|    | Italia (bandiera) | C     | Stefano Mattiuzzo |
|    | Italia (bandiera) | C     | Giorgio Olivari   |
|    | Italia (bandiera) | C     | Angelo Orazi      |

| N. |                   | Ruolo | Calciatore            |
| -- | ----------------- | ----- | --------------------- |
|    | Italia (bandiera) | C     | Luca Ottavi           |
|    | Italia (bandiera) | D     | Fabio Paolini (I)     |
|    | Italia (bandiera) | C     | Luigi Paolini (II)    |
|    | Italia (bandiera) | D     | Massimo Salzano       |
|    | Italia (bandiera) | D     | Nello Savino          |
|    | Italia (bandiera) | D     | Roberto Sesena        |
|    | Italia (bandiera) | C     | Corrado Rocco Tamalio |
|    | Italia (bandiera) | P     | Maurizio Valeri       |
|    | Italia (bandiera) | A     | Lorenzo Venturini     |
|    | Italia (bandiera) | A     | Nicola Biagini        |